# Grève étudiante québécoise de 2015
Pour les articles homonymes, voir Grève étudiante québécoise et Grève étudiante.
La grève étudiante québécoise de 2015 est un mouvement de contestation amorcé le 21 mars 2015, dans le cadre de ce que certains (associations étudiantes,, des groupes de gauche,, une chroniqueuse) qualifient de  « grève sociale », pour dénoncer les mesures de restrictions budgétaires adoptées par le gouvernement Philippe Couillard. 130 000 étudiants sont en grève à l'occasion de la première manifestation nationale du 2 avril 2015, dont 55 000 en grève générale. À l'image de la grève étudiante québécoise de 2012, le mouvement est initié par des étudiants et englobe différents enjeux, notamment celui des finances publiques.

## Contexte
Le 21 mai 2014, le premier ministre Philippe Couillard, élu le 7 avril 2014, annonce dans son discours d'ouverture un redressement des finances publiques. Une première série de mesures d'austérité sont annoncées dans le premier budget du ministre des Finances Carlos Leitão, le 5 juin 2014. Les frais de garderie sont augmentés et plusieurs crédits d'impôts sont coupés. Un second budget, déposé le 26 mars 2015, limite la croissance des dépenses à 1,5 % et confirme le retour à un équilibre budgétaire. Le mouvement de contestation naît au début de 2015. Une première association étudiante tombe en grève le 16 mars 2015 et elle est rejointe dans la semaine suivante par plusieurs dizaines. Les syndicats de travailleurs, eux, annoncent qu'ils se mobiliseront plutôt à l'automne.

## Enjeux
Alors qu'en 2005 et en 2012 les objectifs de la grève étaient relativement clairs (annulation de la conversion de 103 millions $ de bourses en prêts, annulation de la hausse annoncée des frais de scolarité), les revendications du mouvement étudiant en 2015 étaient disparates et floues.  L'utilisation importante de slogans tels que «Fuck toute» et «Mangez toute de la marde» témoigne selon le chroniqueur Marco Fortier d'un rejet de la totalité des aspects de la société, tant sociaux qu'économiques et que symboliques, qui peut sembler relever du nihilisme.

## Chronologie
- 21 mars 2015 : Déclenchement de la grève.
- 23 mars 2015 : La grève regroupe 60 000 étudiants. 28 associations étudiantes seront en grève reconductible pour deux semaines au minimum[10].
- 30 mars 2015 : Tous les étudiants en médecine du Québec sont en grève pour dénoncer le projet de loi 20 du ministre de la Santé Gaétan Barrette.
- 2 avril 2015 : Manifestation nationale à Montréal. Environ 130 000 étudiants débrayent à cette occasion.
- 5 avril 2015 : À l'issue de son congrès, les associations-membres de l'ASSÉ décident de destituer tous les membres de l'exécutif national, à la suite du dévoilement d'un rapport interne recommandant de suspendre le mouvement de protestation pour le reporter à l'automne[11].
- 7 avril 2015 : L'Association facultaire des étudiants en langue et communication de l'UQÀM  (AFELC) et l'Association générale des étudiants de la Faculté des lettres et sciences humaines de l'Université de Sherbrooke (AGEFLESH) mettent un terme à leur mouvement de grève[12],[13].  Le même jour, en Assemblée générale, les étudiants du Cégep du Vieux Montréal décident par deux fois à la majorité d'interrompre la grève.  Un troisième vote eut lieu ; les membres présents votèrent alors à la majorité en faveur de la reconduction de la grève étudiante jusqu'au 15 avril[14].
- 8 avril 2015 : Le pavillon J.-A. DeSève de l'UQAM est occupé par des manifestants. Après plusieurs actes de vandalisme, le SPVM décide d'expulser ces derniers. Le pavillon reste fermé la journée suivante pour des travaux de nettoyage[15].
- 10 avril 2015 : À l'initiative d'une pétition signée par 310 étudiants, une Assemblée générale spéciale fut convoquée au Cégep du Vieux Montréal pour renverser le mandat de grève adopté quelques jours plus tôt. L'exécutif jugea l'ordre du jour invalide, sous prétexte qu'un préavis d'au moins 24 heures aurait dû être respecté. Conséquemment, les étudiants de ce cégep sont toujours en grève jusqu'au 15 avril. Fut également adopté à majorité un « huis clos médiatique » contraignant tous les membres de l'association étudiante, à l'intérieur et à l'extérieur de l'Assemblée, à ne pas parler aux journalistes de ce qui se discutait en instance[16].
- 15 avril 2015 : à la suite d'une Assemblée générale de plus de dix heures, les étudiants du Cégep du Vieux Montréal ont décidé par vote secret de cesser la grève. Seuls les étudiants en sciences humaines et en arts de l'UQÀM sont toujours en débrayage[17].
- 13 mai 2015 : Une des associations les plus actives de la grève, l'Association facultaire étudiante des sciences humaines de l'UQÀM (AFESH-UQÀM) cesse la grève[18]. Elle promet cependant un vote pour le retour en grève en septembre.

## Événements

### Mouvement d'opposition à la grève
Dès le mois de février 2015, les représentants de la Fondation 1625, une association défendant le libre accès aux cours même en cas de mandat de grève, annonçaient être en préparation face au possible conflit étudiant.  La Fondation souhaite faciliter la mise en place d'injonctions par les tribunaux pour permettre aux étudiants qui le souhaitent d'accéder normalement aux cours auxquels ils sont inscrits.  Les représentants de la Fondation 1625 disent s'appuyer sur une large jurisprudence d'environ 50 jugements stipulant qu'aucun droit de grève n'est reconnu par la loi aux associations étudiantes,.
À l'Université de Sherbrooke, le 30 mars, 13 étudiants de la Faculté de lettres et sciences humaines obtiennent une injonction provisoire de la Cour supérieure du Québec forçant leur association étudiante facultaire, l'AGEFLESH, de ne pas tenter d'empêcher la tenue de leurs cours.  Seuls les cours suivis par les 13 demandeurs sont concernés par l'injonction.  Le 3 avril, le meneur des demandeurs, Simon Roy-Grenier, annonça son intention de poursuivre l'association étudiante facultaire pour non-respect de l'injonction provisoire, des manifestants masqués les ayant chahutés pendant leurs cours,.  Le 9 avril, malgré la fin de la grève le 7 avril, le juge de la Cour supérieure décida de prolonger l'injonction provisoire de 30 jours, le temps de délibérer sur la pertinence d'accorder une injonction interlocutoire.  Les 13 demandeurs souhaitent ultimement obtenir une injonction permanente, une assemblée générale de grève étant prévue pour le mois de septembre prochain.  Le 15 avril, l'AGEFLESH demanda la réclusion du juge ayant décidé du prolongement de l'injonction, « la crainte et/ou l'apparence de partialité du juge présidant l'audition » ayant été soulevé.
À Québec, le 31 mars, une étudiante de l'Université Laval obtient une injonction contraignant l'université et les deux associations étudiantes d'anthropologie et d'histoire de ne pas perturber les deux cours auxquels elle est inscrite,.
Le même jour, à Montréal, une injonction est accordée à l'UQÀM par la Cour supérieure du Québec.  Celle-ci interdit aux étudiants favorables à la grève de bloquer les accès aux locaux de l'université ou de perturber les cours.

### Violence, affrontement et intimidation
Dès le début de la grève étudiante, la porte-parole de l’ASSÉ, Camille Godbout, est victime de graffitis haineux à l’Université de Montréal.
Le 24 mars 2015, le ministre de l’Éducation, François Blais, reprend les menaces tenus lors de la grève étudiante de 2012 et affirment que les cours suspendus à cause de la grève étudiante ne seront pas repris et que la session serait carrément annulée si la grève se prolongeait.
La contestation du droit de grève par certaines universités conduit, dès le début de la grève, à des affrontements. D’abord entre étudiants, comme au département de droit de l’université Laval, où l’université a décidé de maintenir un séminaire pour les étudiants de deuxième cycle, malgré un vote de grève positif.
En date du 15 avril 2015, selon la présidente de la Fédération professionnelle des journalistes du Québec, Lise Millette, il y aurait eu depuis le mois de mars une dizaine de cas de journalistes qui auraient été entravés dans leur travail de couverture médiatique des événements liés à la grève étudiante, certains ayant été victimes notamment de tentative de vol d'appareil photo ou de blessures.
Selon le Service de police de la ville de Montréal, la grève étudiante de 2015 est plus violente que celle de 2012, dû à la présence nombreuse de manifestants masqués qui s'en prennent physiquement aux représentants de l'ordre et qui font preuve d'«intimidation et [de] violence auprès d'étudiants, de professeurs, de chargés de cours et d'autres employés de l'UQAM».  Lors de la grève de 2012, même si cette dernière comptait beaucoup plus de manifestations, les méfaits visaient davantage les biens que les personnes.

### La crise à l’UQÀM
Tandis qu’à l’UQÀM, le vice-doyen aux études de la Faculté de science politique et de droit, Jean-Guy Prévost, publie une lettre ouverte contre-signée par treize professeurs des départements de droit et de sciences politiques pour dénoncer « le vandalisme et l’intimidation » dont seraient victimes, selon les signataires, l’université et les étudiants de ces départements. En réaction, 75 professeurs et chargés de cours de l’UQÀM publient une lettre remettant en cause ces allégations et dénonçant la politique répressive adoptée par la direction de l’UQÀM.
En effet, le 20 mars, avant le début de la grève étudiante, la direction a décidé de convoquer, en sursoyant aux procédures normales, neuf étudiants et étudiantes, considérés comme des « meneurs », pour diverses « turbulences » qui se seraient produites entre les printemps 2013 et 2014, dans le but de les suspendre, voire de les expulser définitivement.
Cette action de la part de la direction a suscité immédiatement de nombreuses réactions d’appui aux étudiantes et étudiants menacés de la part d’autres étudiants (courriels, appels téléphoniques, assemblées extraordinaires), allant jusqu’à une grève illimitée de la part de l’Association des baccalauréats interdisciplinaires des champs d’études politiques (ABICEP) et de l’Association facultaire étudiante des sciences humaines de l’UQÀM (AFESH), le tout culminant le lundi 30 mars par un blocage des portes de l’UQÀM par plusieurs étudiants en signe de protestation contre ces suspensions.
À la suite de ce blocage d’une journée, le ministre de l’Éducation, François Blais, émet sur les ondes de radio CHOI, la suggestion d’expulser deux ou trois étudiants chaque jour pour casser le mouvement qu’il qualifie de boycott. Il devra se rétracter le lendemain (sur les ondes de Radio-Canada), à la suite de nombreuses critiques, entre autres de la part de professeurs d’université et de l’opposition.
La tension monte d’un cran à l’UQÀM quand, le 31 mars (lendemain du blocage), la direction demande et obtient une injonction contre cinq des associations étudiantes considérées responsables pour leur interdire toute action pouvant empêcher ou perturber les cours (blocage, levée des cours, actes d'intimidation, vandalisme et autres actes de perturbation. dans un rayon de 25 m autour des pavillons), même pour faire respecter les mandats de grève. L’injonction est valide pour 10 jours (renouvelables).
Pour éviter les mesures de représailles, les étudiants composant les « commandos » chargés d’assurer la levée des cours décident de se couvrir le visage pour ne pas être identifiés.
Après quelques jours, la direction invoquant la présence d’étudiants « cagoulés » organise une forte intervention du SPVM à l’intérieur des murs du pavillon J.-A. DeSève, le mercredi 8 avril. À la suite de cette intervention, 22 personnes sont arrêtés.
En signe de protestation, entre 100 et 200 étudiants décident d’occuper le pavillon J.-A. DeSève pendant la soirée et la nuit. Malgré l’atmosphère festive (danse et musique), quelques étudiants brisent des caméras de sécurité (depuis longtemps objets de contentieux entre étudiants et direction). Des machines distributrices sont aussi brisées, pour obtenir de la nourriture, le pavillon étant complètement encerclé par les forces d’intervention spéciales du SPVM qui en font le blocus complet. Des barricades de fortune sont aussi érigées devant les portes. Les dégâts se monteraient à plusieurs milliers de dollars selon TVA
Après quelques heures, l’antiémeute repousse des manifestants s’étant présenté en appui et finit par donner l’assaut du pavillon, fracassant une des grandes portes vitrées de l’entrée. Une semaine plus tard, la direction de l'UQÀM  annonce la signature d'un contrat de gré à gré avec son fournisseur de matériel informatique, Ciara inc., pour le remplacement de 50 ordinateurs qu'elle prétend avoir été détruits ou même volés lors de cette occupation
Cette intervention « musclée » et l’escalade du conflit est appuyée par le gouvernement Couillard et plusieurs chroniqueurs,,, mais dénoncées par les professeurs et chargés de cour de l’UQÀM, ainsi que par plusieurs autres membres de la société civile,. En revanche, 184 professeurs, dont l’ancien premier ministre Bernard Landry, signe une lettre ouverte pour se dissocier de leur syndicat et appuyer la direction de leur université, le même jour que la présidente du conseil d'administration de l'UQÀM, Lise Bissonnette, prend la parole dans les médias pour justifier les dernières décisions de la direction.

### Réorganisation des associations étudiantes nationales
Au début du mois d'avril, il fut annoncé qu'une dizaine d'associations étudiantes participaient présentement à des discussions en vue de former une nouvelle association étudiante nationale aux côtés de la Fédération étudiante universitaire du Québec et de l'Association pour une solidarité syndicale étudiante.  Parmi ces associations, on compte la CADEUL et l'AELIÉS, les deux grandes associations de l'Université Laval, sans affiliation depuis la disparition en 2014 de la TaCEQ.  La Fédération des associations étudiantes du campus de l'Université de Montréal (FAECUM), qui s'est désaffiliée de la FEUQ récemment, participent aussi aux discussions.

## Sondages et statistiques
- Selon un sondage Léger mené du 6 au 9 avril 2015 auprès de 1002 répondants (marge d'erreur de +/- 3 %), 66 % des Québécois désapprouvent le mouvement de grève étudiante ; seuls 24 % l'approuvent. Ce désaveu est constant dans toutes les générations, sauf chez les 18-24 ans, qui appuient le mouvement à 47 %[58].
- En date du 10 avril 2015, 7 % des étudiants collégiaux et universitaires étaient en grève. 42 % d'entre eux sont étudiants à l'UQÀM ; 25 %, au Cégep du Vieux Montréal ; 18 %, à l'Université de Montréal ; 8 %, à l'Université Laval ; 7 %, dans d'autres institutions[16].
- Selon un sondage CROP/La Presse dont les résultats ont été publiés le 24 avril 2015, 48 % des Québécois appuient le travail des policiers au cours de la crise étudiante.  Les associations étudiantes et le syndicat des professeurs de l'UQÀM reçoivent respectivement la défaveur de 66 % et de 50 % des personnes sondées. En outre, 47 % des sondés sont insatisfaits du travail du ministre François Blais au cours du conflit.  Ce sondage annonce aussi que, face à la possibilité d'autoriser et d'encadrer par la loi le droit de grève des étudiants, 41 % des personnes sondées sont d'accord, 39 % s'y opposent, alors qu'environ 20 % ne se sont pas prononcés[59].